# IMUSE
iMUSE (Interactive MUsic Streaming Engine) is een gepantenteerd, interactief muzieksysteem van LucasArts dat vroeger werd gebruikt in een aantal van hun computerspellen. Het systeem werd begin de jaren 1990 ontwikkeld door onder andere Michael Land en Peter McConnell. iMUSE werd toegevoegd in de vijfde versie van de SCUMM-ontwikkeltool. Het eerste spel dat iMUSE gebruikte, was Monkey Island 2: LeChuck's Revenge.

## Functies
De functies van iMUSE zijn onder andere:

### Synchronisatie van de muziek met de visuele acties
Wanneer een personage bijvoorbeeld met een hamer op een spijker slaat, dan hoor je het tikgeluid op het ogenblik dat de hamer op de spijker komt. Als het personage bijvoorbeeld stopt met de hamer omdat hij door de speler wordt aangesproken, zal het hamergeluid ook ophouden. Indien het personage om de een of andere reden sneller moet slaan, zal het tikgeluid ook sneller terug hoorbaar zijn.

### Overgang van levelmuziek
Dit kan met volgend eenvoudig voorbeeld worden uitgelegd. Een speler bestuurt een personage in een gevechtspel. Er zijn twee uitkomsten: of de tegenstander wordt uitgeschakeld, of het personage dat de speler aanstuurt wordt gedood. Er zijn drie geluidscomposities:
- de levelmuziek die wordt afgespeeld zolang het gevecht bezig is
- de overwinningsmuziek die gespeeld wordt als de speler wint
- de doodsmuziek die wordt gespeeld als de speler verliest.

Naargelang de situatie moet op zeker ogenblik de overwinningsmuziek of de doodsmuziek worden afgespeeld. Tot nu toe gebeurde dit abrupt: de levelmuziek stopte plots waarna de overwinnings/doodsmuziek werd afgespeeld.

### Transitie van muziek
De muziek wordt aangepast naargelang de plaats waar de gebruiker op het scherm staat. In Monkey Island 2: LeChuck's Revenge bevindt Guybrush Threepwood zich op een zeker ogenblik op een kerkhof. Net voor het kerkhof is er een lyrisch muziekthema met verschillende instrumenten waar een fluit de hoofdmelodie speelt. Zodra Guybrush op het kerkhof komt, wordt het muziekthema wat bombastischer en komen er pauken bij. Als Guybrush een grafkelder betreedt, volgt er een fade-out van alle instrumenten, behalve van de fluit, die het muziekthema blijft verderspelen.
Een ander voorbeeld: In de toenmalige computerspellen was er geen relatie tussen de levelmuziek en de energiebalk, of gebeurde dit ook abrupt. Land was bijvoorbeeld van mening dat met een hoge energiebalk het muziekthema bombastisch en met veel instrumenten diende afgespeeld te worden, en in transitie fragieler (en met minder instrumenten) naargelang deze zakte.

## Spellen met iMUSE
Volgende spellen gebruiken iMUSE
- Day of the Tentacle
- Escape from Monkey Island
- Full Throttle
- Grim Fandango
- Indiana Jones and the Fate of Atlantis
- Maniac Mansion: Day of the Tentacle
- Monkey Island 2: LeChuck's Revenge
- Sam & Max Hit the Road
- Star Wars: Dark Forces
- Star Wars: TIE Fighter
- Star Wars: X-Wing
- Star Wars: X-Wing Alliance
- The Curse of Monkey Island
- The Dig